# Segmento orbitale russo

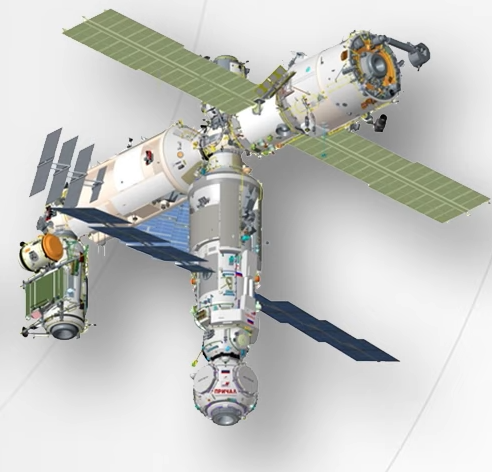
Configurazione del Segmento orbitale russo nel 2021

Il Segmento orbitale russo (in inglese Russian Orbital Segment, ROS) è il nome dato all'insieme dei moduli della Stazione spaziale internazionale (ISS) costruiti in Russia e utilizzati da Roscosmos. Il ROS gestisce Guida, navigazione e controllo dell'intera stazione.

## Moduli attualmente in uso
Il Segmento è composto da sei moduli ed è controllato direttamente dal Centro di controllo missione a Mosca (MCC-M).

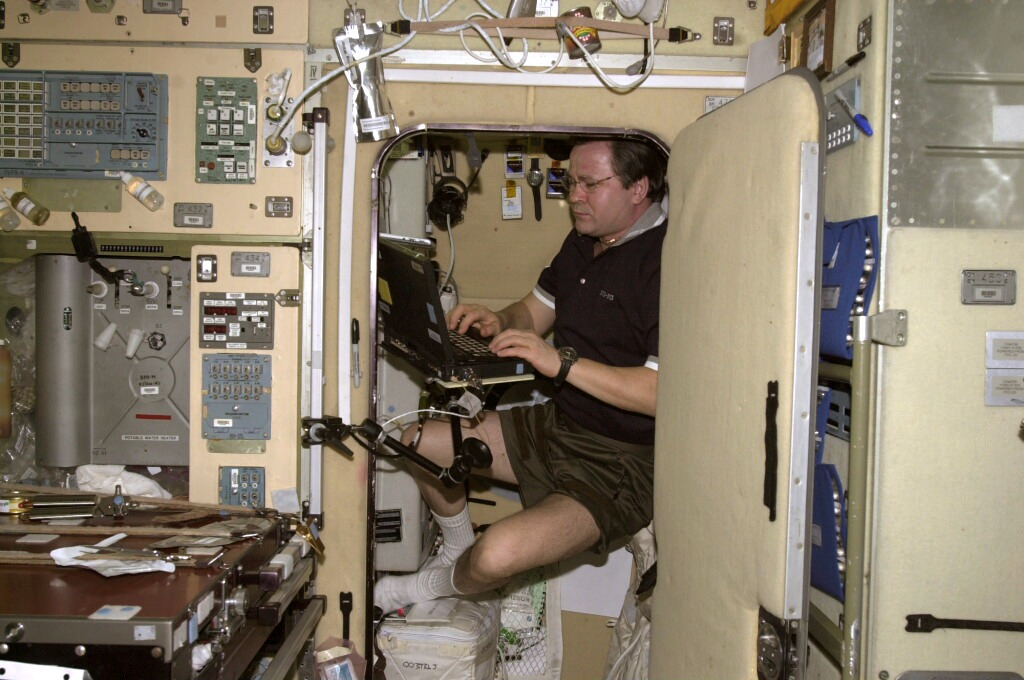
Il cosmonauta Nikolaj Budarin lavora all'interno del modulo Zvezda

### Zarja
Il modulo Zarja, anche conosciuto come Functional Cargo Block o FGB, è stato il primo componente della ISS ad essere lanciato il 20 novembre 1998 e, durante i primi anni, è stato il cuore della Stazione, essendo dotato di pannelli solari e di sistemi propulsivi e di navigazione, fino all'arrivo del modulo di servizio Zvezda a cui è poi passato il comando. Da allora Zarja è utilizzato come sito di stoccaggio e i suoi boccaporti come attracco delle navette Sojuz e Progress. Sviluppato dalla Russia e dall'ex Unione Sovietica, la costruzione di Zarja è stata finanziata dagli Stati Uniti e dalla NASA, e per questo Zarja rimane un modulo di proprietà statunitense.

### Zvezda
Zvezda è il modulo di servizio della stazione lanciato il 26 luglio 2000; è dotato di un Sistema di supporto vitale, del sistema propulsivo principale della ISS e di quattro boccaporti a cui si attraccano le Sojuz, le Progress e, fino al 2014, l'ATV. Il modulo Zvezda contiene il Data Management System DMS-R costruito dall'ESA.

### Poisk
Il modulo Poisk, anche conosciuto come Mini-Research Module 2 (MRM-2), è stato lanciato il 10 novembre 2009. Esteticamente è molto simile al modulo Pirs ed è quindi anch'esso dotato di due boccaporti laterali per le EVA. Viene usato come boccaporto di attracco delle Sojuz e delle Progress e come airlock russo di riserva.

### Rassvet
Il modulo Rassvet è stato lanciato a bordo dello Shuttle Atlantis il 14 maggio 2010. È utilizzato come luogo di stoccaggio dei rifornimenti e di altro componenti. Un boccaporto è collegato alla modulo Zarya, mentre l'altro è utilizzato per far attraccare le navette Sojuz e Progress.

### Nauka
Il Multipurpose Laboratory Module, detto anche Nauka è il modulo che ha sostituito Pirs. Il 21 luglio 2021, tramite un Proton-M è stato lanciato in orbita assieme all'European Robotic Arm, ed è stato agganciato alla stazione il 29 luglio. È il principale laboratorio del segmento russo. Possiede due boccaporti, uno per l'aggancio al modulo Zvezda e uno per l'aggancio al modulo Prichal. 

### Prichal

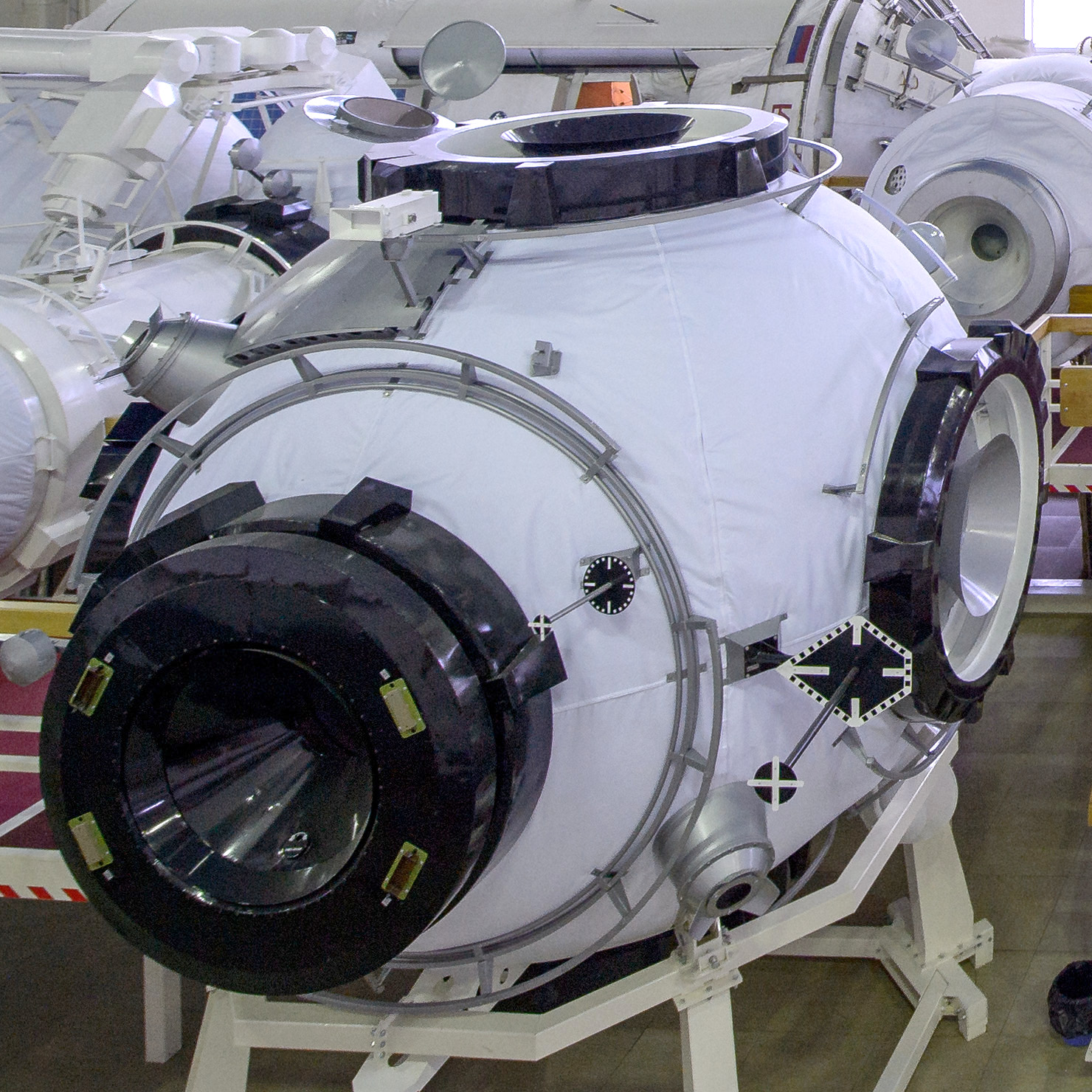
Mockup del Nodo Prichal

Il Nodo Prichal (o modulo Uzlovoy) è un modulo sferico che fornisce al segmento russo ulteriori boccaporti di attracco per le navette. Il modulo è stato agganciato dopo l'arrivo del modulo Nauka alla stazione attraverso una navetta Progress appositamente modificata (Progress M-UM). Dei sei boccaporti, uno è dotato di un portello ibrido attivo, che è impiegato per l'aggancio con il modulo Nauka, mentre i restanti cinque boccaporti sono ibridi passivi, utilizzati per attaccare altri moduli, oltre ai veicoli Sojuz e Progress.

## Moduli dismessi

### Pirs

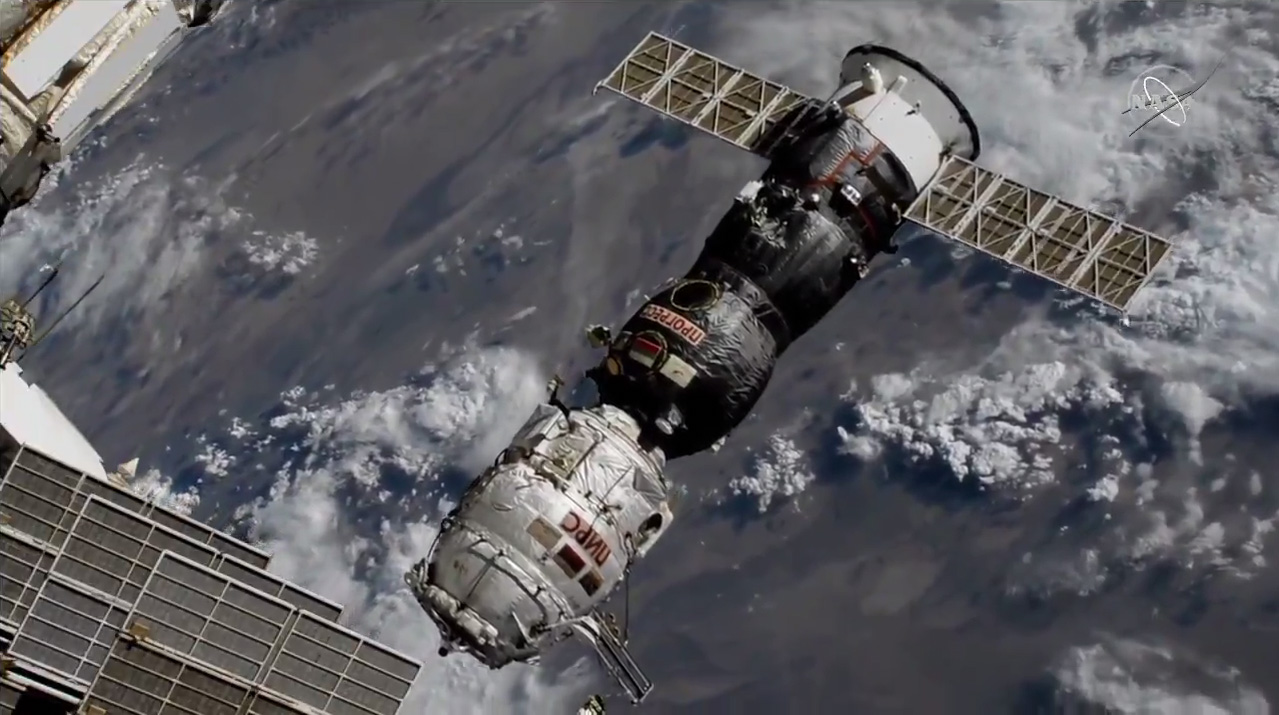
La navetta Progress con agganciato il modulo Pirs si separa dalla stazione spaziale

Il modulo Pirs è conosciuto con il nome Docking Compartment (DC-1) ed è stato lanciato il 14 settembre 2001. È stato utilizzato principalmente come airlock e luogo di stoccaggio per le tute Orlan e l'equipaggiamento delle attività extraveicolari (EVA). Il 26 luglio 2021 è stato sganciato dalla stazione spaziale e tramite la navetta Progress della missione Progress MS-16 è stato distrutto tramite un rientro atmosferico.

## Moduli cancellati

### Moduli scientifici 1 e 2
Il 17 giugno 2009, Roscosmos ha presentato alla NASA e gli altri partner ISS una proposta per aggiungere ulteriori moduli al segmento russo per garantirne la sopravvivenza fino al 2016 o addirittura al 2020. Per far ciò, il nodo Prichal andrebbe collegato al boccaporto nadir di Nauka per facilitare l'aggancio di altri due moduli più grandi, che sarebbero in grado di fornire energia in modo indipendente al segmento russo, dato che in quel periodo gli Stati Uniti erano propensi a far deorbitare il segmento americano dopo il 2016. I due moduli scientifici e capaci di produrre di energia, denominati provvisoriamente come Modulo 1 e 2, avrebbero raggiunto l'orbita tramite lanciatori Proton rispettivamente nel 2014 e nel 2015. Questi due moduli si sarebbero agganciati a sinistra e destra del modulo Prichal, lasciando il boccaporto posteriore accessibile per una possibile espandibilità futura e il boccaporto nadir per l'attracco delle navicelle Sojuz e Progress. 
A partire dal gennaio 2010 però né Roscosmos né NASA hanno fornito ulteriori dettagli su questi due moduli.

### Oka-T-MKS
Il Oka-T-MKS era un modulo pianificato della ISS. Nel dicembre 2012 era in fase di costruzione ma il suo sviluppo è stato ritardato. Il modulo avrebbe dovuto essere indipendente per la maggior parte del tempo come un laboratorio spaziale orbitale autonomo per la conduzione di esperimenti e l'attracco con la ISS per la manutenzione degli esperimenti circa ogni 180 giorni. Il laboratorio spaziale Oka-T-MKS era stato commissionato a RKK Ėnergija da Roscosmos nel 2012. Originariamente pianificato per essere lanciato nel 2015, è stato rimandato a tempo indeterminato e poi cancellato ad aprile del 2015.